# Sebastian Bayer
Sebastian Bayer (Aquisgrana, 11 giugno 1986) è un lunghista tedesco, due volte campione europeo indoor.
Atleta specializzato nelle indoor, il suo 8,71 m, realizzato nel 2009, costituisce la 2ª miglior prestazione indoor di sempre, dopo il record mondiale di Carl Lewis, 8,79 m stabilito nel 1984, ed è naturalmente record europeo indoor e seconda miglior prestazione europea di sempre dopo l'8,86 di Robert Ėmmijan stabilito nel 1987.

## Biografia
L'8,71 m del suo primato europeo indoor costituisce la miglior prestazione europea di sempre al livello del mare (il record di Robert Ėmmijan fu realizzato in altura a 1 840 metri s.l.m a Tsaghkadzor, nell'allora URSS).
Per tale impresa fu soprannominato il Bob Beamon tedesco, come l'ex primatista del mondo di Città del Messico 1968 (record durato 23 anni), anche Bayer non aveva mai ottenuto risultati così eccellenti (8,17 m il suo personale prima di allora).
Quella sera a Torino, già saltando 8,29 m al 1º tentativo, mise al sicuro la medaglia d'oro e migliorò di ben 12 cm il suo personale, poi passo i 3 salti successivi, fece nullo al 5º, ma al 6º ed ultimo tentativo strabiliò con quel 8,71 m, che costituì anche il nuovo primato tedesco assoluto, avendo polverizzato l'8,54 m del tedesco dell'est Lutz Dombrowski, stabilito a Mosca 1980.
Tuttavia, a differenza di Beamon, due anni dopo Bayer confermò il titolo europeo indoor e fu capace di saltare anche 8,49 m all'aperto in quel suo fantastico 2009, tanto che lo stesso Ėmmijan, in una intervista concessa alla European Athletics Association, lo indicò come colui che avrebbe potuto infrangere il suo record europeo di 8,86 m.

## Progressione

### Indoor
| Stagione | Risultato | Luogo        | Data       | Rank. Mond. |
| -------- | --------- | ------------ | ---------- | ----------- |
| 2011     | 8,16 m    | Parigi       | 05/03/2011 | 3º          |
| 2009     | 8,71 m    | Torino       | 08/03/2009 | 1º          |
| 2007     | 7,88 m    | Lipsia       | 17/02/2007 |             |
| 2005     | 7,71 m    | Sindelfingen | 12/02/2007 |             |

## Record europei
Indoor
- Salto in lungo: 8,71 m ( Torino, 8 marzo 2009)

## Palmarès
| Anno | Manifestazione  | Sede     | Evento         | Risultato | Prestazione | Note                                     |
| ---- | --------------- | -------- | -------------- | --------- | ----------- | ---------------------------------------- |
| 2008 | Giochi olimpici | Pechino  | Salto in lungo | 23º       | 7,77 m      |                                          |
| 2009 | Europei indoor  | Torino   | Salto in lungo | Oro       | 8,71 m      | Record europeo                           |
| 2009 | Mondiali        | Berlino  | Salto in lungo | 19º (q)   | 7,98 m      |                                          |
| 2011 | Europei indoor  | Parigi   | Salto in lungo | Oro       | 8,16 m      |                                          |
| 2011 | Mondiali        | Taegu    | Salto in lungo | 8º        | 8,17 m      | Miglior prestazione personale stagionale |
| 2012 | Europei         | Helsinki | Salto in lungo | Oro       | 8,34 m      | Miglior prestazione personale stagionale |
| 2012 | Giochi olimpici | Londra   | Salto in lungo | 5º        | 8,10 m      |                                          |
| 2013 | Europei indoor  | Göteborg | Salto in lungo | 9º (q)    | 7,91 m      |                                          |
| 2013 | Mondiali        | Mosca    | Salto in lungo | 9º        | 7,98 m      |                                          |
| 2014 | Europei         | Zurigo   | Salto in lungo | 23º (q)   | 7,56 m      |                                          |